# Oosterend (Waadhoeke)
Oosterend (Fries: De Oasterein) is een (voormalige) buurtschap in de gemeente Waadhoeke, in de Nederlandse provincie Friesland. De plaats lag ten noordnoordoosten van Welsrijp.

## Geschiedenis
Bij Oosterend heeft mogelijk een state gestaan, met de naam Haynga, Haengia en mogelijk Hania.
De plaats wordt vanaf 1851 als Oosterend genoemd. Op de kasterkaarten komt deze naam tot de jaren 30 van twintigste eeuw voor als plaatsnaam, maar daarna slechts als huisnaam van de laatste boerderij aan de Iestwei. Oosterend wordt lokaal in de 21e eeuw sporadisch nog een plaats genoemd.
De naam verwijst naar het oostelijk deel van Welsrijp, vergelijkbaar met de buurtschap Westerend aan de andere kant van het dorp. De plaatsnaam kreeg de gangbare Friese uitspraak Oasterein in plaats van de klassieke Friese uitspraak Easterein.
Zowel Westerend als Oosterend werden opgenomen in de vlag en het dorpswapen van Welsrijp, de zilveren randen symboliseren de uitburen van Welsrijp.

Aan de straat Oasterein ligt op nummer 4 een kop-hals-rompboerderij uit 1676. De boerderij is een rijksmonument.
Steden, dorpen en gehuchten: Achlum · Baijum · Beetgum · Beetgumermolen · Berlikum · Blessum · Boer · Boksum · Deinum · Dongjum · Dronrijp · Engelum · Firdgum · Franeker · Herbaijum · Hitzum · Klooster-Lidlum · Marssum · Menaldum · Minnertsga · Nij Altoenae · Oosterbierum · Oude Leije (klein deel) · Oudebildtzijl · Peins · Pietersbierum · Ried · Ritsumazijl · Schalsum · Schingen · Sexbierum · Sint Annaparochie · Sint Jacobiparochie · Slappeterp · Spannum · Tzum · Tzummarum · Vrouwenparochie · Welsrijp · Westhoek · Wier · Winsum · Zweins

Buurtschappen: Arkens · Bonkwerd · De Vlaren · Dijkshoek · Doijum · Fatum · Hatsum · Het Hooghout · Kie · Kiesterzijl · Kingmatille · Klooster Anjum · Koehool · Laakwerd · Lutjelollum · Miedum · Nieuwebildtzijl · Oosterend · Oosthoek · Rewerd (deels) · Roptazijl (deels) · Salverd · Schildum · Sopsum · Stad Niks · Tolsum · Tritzum · Tjeppenboer · Vrouwbuurtstermolen (deels) ·  Weakens · Westerend · Zwarte Haan

Voormalige buurtschappen:Barrum · De Kampen · De Poelen · Dijksterhuizen · Franjumerburen · Holprijp · Koum · Langwerd · Teetlum · Memerd · War 

Friesland: Steden en dorpen      Nederland: Provincies · Gemeenten